# Peißnitzhaus

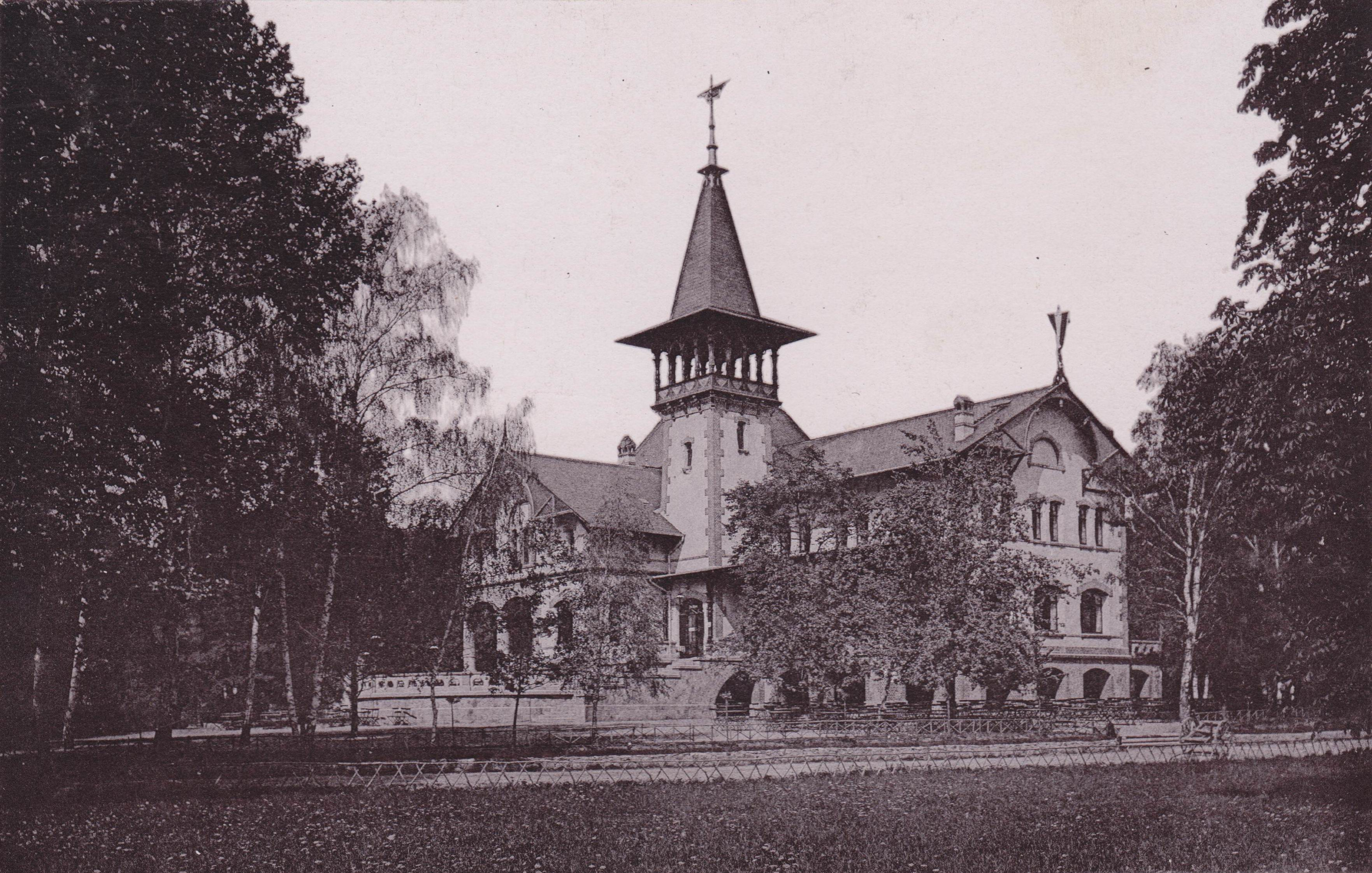
Peißnitzhaus, 1894

Peißnitzhaus, um 1900

Das Peißnitzhaus ist ein 1893 auf der Peißnitzinsel in Halle (Saale) erbautes Gebäude. Im Denkmalverzeichnis der Stadt Halle ist es als Gesellschaftshaus unter der Erfassungsnummer 094 96980 verzeichnet.

## Geschichte bis 1900
Um die Jahrhundertwende entstanden in Giebichenstein, in Kröllwitz und in der Dölauer Heide neben dem Peißnitzhaus eine Reihe großer Ausflugsgaststätten. Mit dem Rückkauf der idyllischen Peißnitzinsel im Jahr 1884 plante die Stadt Halle, die Insel als Erholungsort für die Bevölkerung zu nutzen. Die bereits unter dem zwischenzeitlichen Eigentümer Barthels begonnene Umgestaltung der Insel zum Erholungspark wurde fortgeführt. Auch das Felsentor neben dem Peißnitzhaus soll bereits vorhanden gewesen sein.
Um einen bequemen Zutritt zu schaffen, wurde 1890 etwas südlich der heutigen Brücke über die Schiffsaale eine Pendelfähre eingerichtet. Bis zu diesem Zeitpunkt hatte es keinen Zugang zur Insel über die Hauptsaale gegeben. Die Peißnitz war nur im Süden von der Mansfelder Straße von der damaligen Insel Sandanger über die Saubrücke und von Westen über die Gutsbrücke zu erreichen. Die 1885 geplante Peißnitzbrücke von der Ziegelwiese über die Hauptsaale wurde 1899 fertiggestellt.
Ebenfalls 1890 wurde zunächst das an der Stelle des heutigen Peißnitzhauses befindliche Aufseherhaus abgerissen und ein provisorisches zweistöckiges Wirtshaus errichtet. Dieses Gebäude besaß in jedem Stockwerk zwei Gastzimmer. Das provisorische Gasthaus wich nach kurzer Zeit einem Ball- und Gesellschaftshaus, dessen Errichtung wegen seiner Kosten mit kontroversen Debatten in der Stadtverordnetenversammlung einherging.
Ende 1891 beschloss der Stadtrat den Abriss des alten Wirtshauses und den Bau des neuen große Restaurationsgebäudes. Der Architekt Anton Kreke (geb. in Bersenbrück, Niedersachsen, Architekturstudium in Hannover) lieferte am 1. März 1892 die Pläne. Die Ausführung begann kurzfristig durch die Baufirma Karl und Paul Klepzig. Am Bau waren ausschließlich hallesche Meister beschäftigt. Das Material kam aus den Jordanschen Brüchen bei Brachwitz. Im Juni 1892 war das Erdgeschoss fertig.
Der 1893 vollendete Bau wurde am 1. April zum Osterwochenende unter dem Pächter und Wirt Friedrich Klopffleisch eingeweiht in Anwesenheit einer „wahren Völkerwanderung im Saaletal“, die „von prächtigem sonnigen Wetter und milder Frühlingsluft ausgelöst“ worden sei.
Die Wirtschaft wurde in den ersten Jahren für 25.000 Mark verpachtet. Später ging die Pacht auf 15.000 Mark zurück. Grund hierfür waren Umsatzrückgänge, für die unter anderem die Gemeinde Kröllwitz verantwortlich war, weil sie die Weinbergbrücke (heute Schwanenbrücke) von der Peißnitz zum Weinbergufer errichten ließ. So konnten die Gäste, die über die Fähre kamen, direkt über die Peißnitz, durch das Felsentor hindurch und über die neue Brücke hinweg das jenseitige Ufer erreichen und dort den Weinberg und die Heidelokale besuchen. Da auch Neueröffnungen und Vergrößerungen anderer Wirtschaften – zum Beispiel der Bergschenke – Gäste abzogen, sank die Pacht letztlich auf 6000 Mark.

## 1900 bis 1945
Im Jahr 1900 wurde nach einer Neuausschreibung Hermann Schroeter der neue Pächter der Restauration. Schroeter führte die Gastwirtschaft bis zur Schließung des Hauses als Gastwirtschaft im Jahr 1923. 1903 wurde südlich des Gesellschaftshauses eine große Kolonnade errichtet. Der den Biergarten im Süden begrenzende Bau bestand ursprünglich aus einem sechseckigen Mittelpavillon, zwei viereckigen Pavillons an den Seiten und zwei Langbauten, die die drei Teile verbanden. Die Fachwerkkonstruktion war zum Haus hin offen.
Im Jahr 1921 endete der ordentliche Mietvertrag mit Hermann Schroeter ohne Kündigung. Durch behördliche Versäumnisse wurde der Vertrag durch das Mieteinigungsamt auf unbestimmte Zeit verlängert. Das lag jedoch nicht im Interesse des Magistrats der Stadt, der bereits im Januar 1922 „zum Zwecke der vorbeugenden Tuberkulose-Bekämpfung“ eine Schlaferholungsstätte für Kinder in der „Peißnitz-Wirtschaft“ plante. Wegen des Fällens eines Baumes am Peißnitzhaus zur Gewinnung von Brennholz wurde der Wirt Hermann Schroeter am 22. Dezember 1922 zu einer zweiwöchigen Haftstrafe verurteilt. Die Stadt kündigte wegen „Vertrauensmissbrauchs“ den Mietvertrag zum 1. April 1923. Trotz Widerspruch Schroeters wurde das Gasthaus an diesem Datum endgültig geschlossen.
Bereits am 8. Mai 1923 erteilte der Magistrat die Genehmigung für fünf Klassen in der so genannten Sommerschule, später auch als Wald- und Erholungsschule genannt, auf der Peißnitz. Dazu wurden im Juli desselben Jahres drei Wohnungen im Obergeschoss eingerichtet. Die Schule war dort bis 1934 untergebracht und sollte dann nach Beesen (bei Ammendorf) umziehen. Wahrscheinlich wurde die Schule jedoch aufgelöst, da sich ihre Spur verliert.
1934 erfuhr das ehemalige Restaurationsgebäude eine Umgestaltung, um für die hallesche Hitlerjugend ein „eigenes Heim“ zu schaffen. Dabei kam es zu Umbauten für die „Zwecke des Jungvolkes“: im großen Saal wurde eine Zwischendecke eingezogen, um ihn von beiden Etagen aus nutzbar zu machen. Schulungs- und Tagesräume entstanden, Schlafzimmer und Duschen wurden eingebaut, im oberen Saal eine große Bühne errichtet. Zur Begehung des oberen Saales wurde am Turm eine neue Treppe angebaut. Das führte dazu, dass der Turm nicht mehr separat als Aussichtsturm nutzbar war. Die Peißnitz verlor 1934 ihren slawischen Namen und wurde fortan offiziell „Nachtigalleninsel“ genannt, obwohl befragte Historiker dies zum „romantischen Beinamen“ der Insel erklärten. Den Zweiten Weltkrieg überstand das einstige Gesellschaftshaus ohne größere Schäden.
Im Dezember 1945 wurde das Gebäude zu einer Internatsschule umfunktioniert. Die „Schulgemeinschaft auf der Peißnitz“ betreute und unterstützte Jugendliche, die selbst oder deren Eltern Opfer der nationalsozialistischen Gewaltherrschaft geworden waren. 1946 kam es erneut zu Umbauarbeiten, bei denen in der ersten Etage Krankenzimmer eingerichtet wurden.

## Nachkriegszeit
Am 15. Mai 1947 schloss die Stadt Halle einen Pachtvertrag mit der sowjetischen Besatzungsmacht zum Zwecke der Nutzung der ehemaligen Peißnitz-Wirtschaft als Kulturhaus der sowjetischen Streitkräfte. 1950 beschloss das Politbüro des ZK der SED, „Paläste für Kinder und Schüler zu schaffen“. Anlässlich des Internationalen Kindertages am 1. Juni 1950 wurde das Haus samt Park von der sowjetischen Armee an die Pionierorganisation als erstes Bezirkspionierhaus der gerade gegründeten DDR übergeben. Das Gebäude wurde nach erneuten Umbauten 1952 als Landesklubhaus der Jungen Pioniere wiedereröffnet. Das Pionierhaus, das 1967 den Namen „Fritz Weineck“ erhielt, war 1966 über einen längeren Zeitraum aufwendig restauriert worden, eine Maßnahme, in deren Folge ein Militärkabinett und der Verkehrsgarten entstanden.
Fast 1000 Pioniere besuchten hier wöchentlich je nach Interessen die Arbeitsgemeinschaften in den Gebieten Naturwissenschaften und Technik, Kunst, Sport und Touristik. Im Laufe der Zeit gehörten insgesamt drei Pionierschiffe („Seid Bereit“, „Fritz Weineck I“, „Fritz Weineck II“) zum Haus, die regelmäßige Fahrten auch in Pionier- bzw. Ferienlager übernahmen sowie junge Matrosen in Arbeitsgemeinschaften ausbildete. 1984 wurde eine Großküche im Erdgeschoß für die Schulspeisung der damals eigenständigen Stadt Halle-Neustadt eingerichtet.
Im Sommer 1989 wurde das Pionierhaus wegen einer umfangreichen Komplettsanierung geschlossen. Das Ziel war die Wiedereröffnung zum 100. Geburtstages des Hauses im Jahr 1993. Die vielen Arbeitsgemeinschaften wurden auf Schulen und andere Einrichtungen im Stadtgebiet verteilt. Bekanntestes Beispiel ist die heutige Singschule am Konservatorium der Stadt Halle, die mit ihrem Kinder- und Jugendchor der Stadt Halle einen zentralen Probenstand u. a. im ehemaligen Pionierhaus hatte. Anfang 1990 wurden die Sanierungsmaßnahmen vermutlich eingestellt, das Haus nicht baulich gesichert. Schon nach kurzer Zeit berichteten Zeitungen von zerschlagenen Fenstern, defektem Dach, verfaulten Balken und aufgeschwemmtem Parkett. Die Küche der Schulspeisung wird 1993 geschlossen.

## Bauliche Sicherung und künftige Nutzung

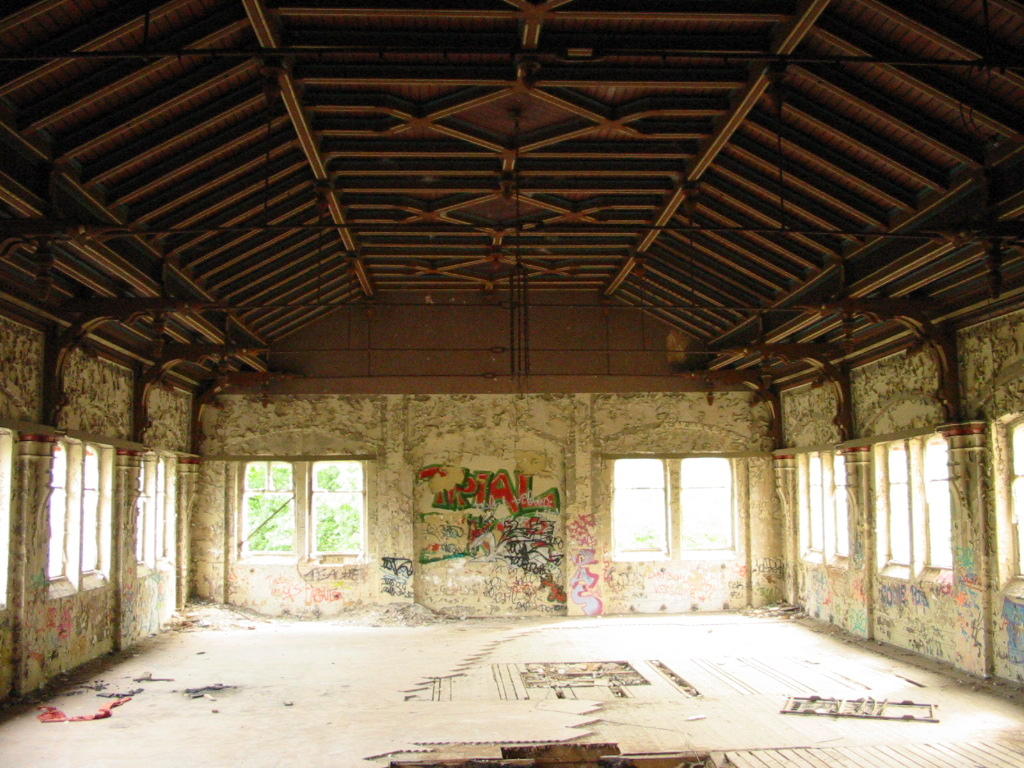
Saal mit Zwischendecke 2002

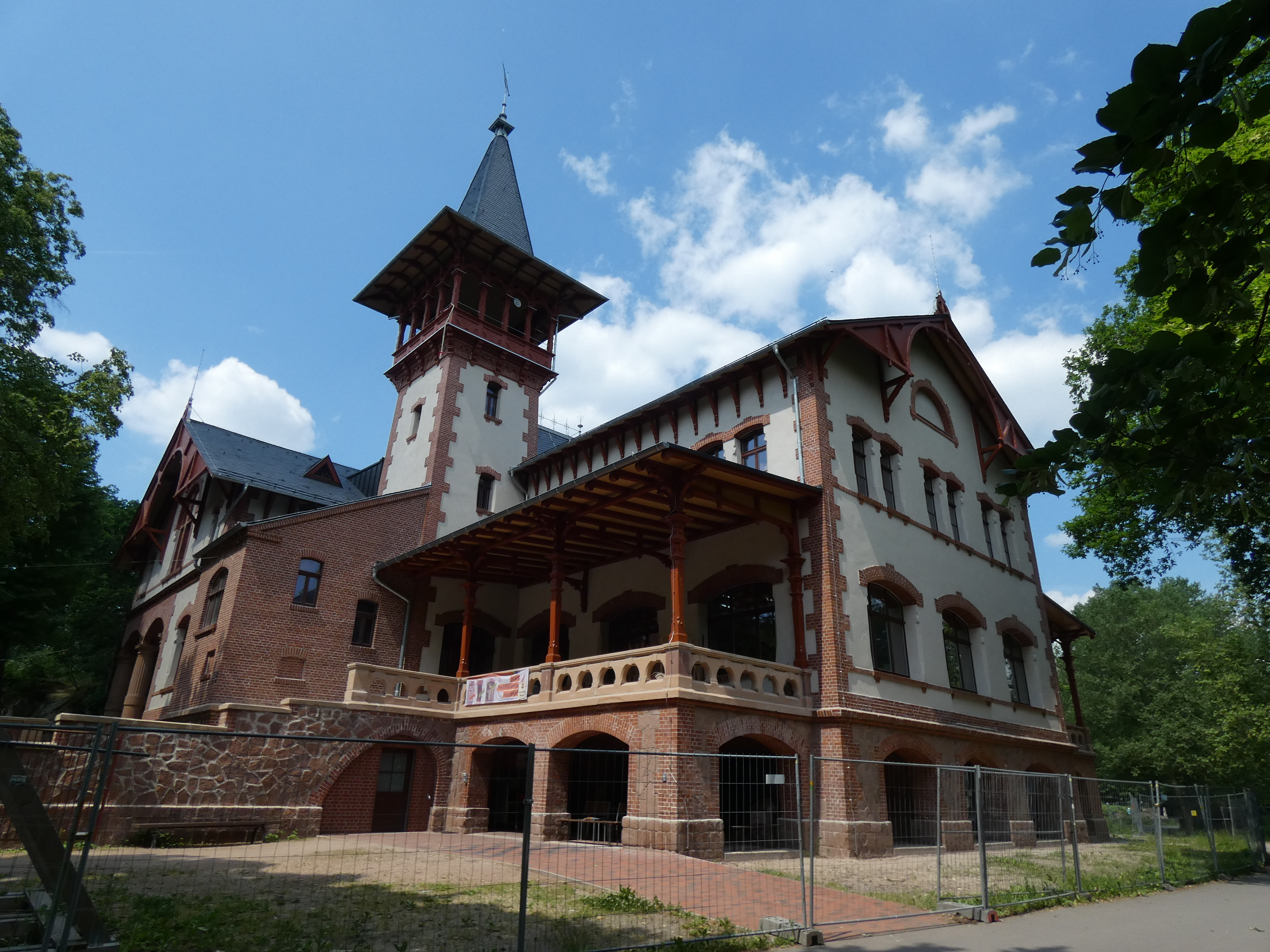
Peißnitzhaus, Juni 2021

Erst 1995 sicherte die Stadt das Gebäude und ließ Fenster und Türen zumauern. Mehrfach war es zu Vandalismus und Plünderungen gekommen; dreimal entstanden Brände, die aber keine größeren Schäden verursachten. Trotz dieser Zerstörungen befand sich die Bausubstanz in relativ gutem Zustand, die schöne holzgetäfelte Decke des Saales hat die Jahre des Verfalls fast unversehrt überstanden. Die Stuckdecken sind allerdings durch verschiedene Wasserschäden zum Teil zerstört.
Seit 1994 versuchte die Stadt, das immer mehr zerstörte Haus an potentielle Käufer abzugeben, unter anderem an den Schlagersänger Drafi Deutscher. Seit 2003 bemüht sich der Verein Peißnitzhaus e.V. um die Wiederbelebung der Villa auf der Peißnitz. 2010 bekam der Verein das Nutzungsrecht für mindestens 20 Jahre und begann mit der Sanierung des Hauses.
2013 gründeten 36 Bürger die Peißnitzhaus Förderkreis gemeinnützige Genossenschaft (Peißnitzhaus eG), die inzwischen auf ca. 160 Mitglieder angewachsen ist (Stand 2024). Seit Oktober 2018 ist die Genossenschaft Hauptmieter und Bauherr des Peißnitzhauses. Sie wird mittelfristig das Haus von der Stadt übernehmen.
Nachdem die Außenarbeiten 2020 weitgehend abgeschlossen wurden, soll im Jahr 2025 mit den Bauarbeiten im Innenbereich begonnen werden. Die Fertigstellung ist für 2026 geplant.
Das Peißnitzhaus soll als Kultur- und Gastronomieort, Begegnungsstätte für Familien, aber auch als Übernachtungsstätte für Touristen genutzt werden.